# Ахмед ага Барутанлията
Ахмед ага Касалицки, известен още като Барутанлията, е помак, полицейски инспектор на Доспатската нахия, разположен в село Барутин и е един от главните предводители на башибозука, наредил и извършил Баташкото клане през Априлското въстание в 1876 година.

## Биография
По неизвестни причини бащата на Ахмед ага, който е от помашкото село Касалък, Драмско, се преселва в с. Барутин, поради което той е носил прякора Касалицки. По-късно получава прякора Барутинеца, както това се е изписвало тогава във вестниците. Ахмед ага прекарал на младини доста години като пъдарин в Батак. Там той свързал добро приятелство с батачани и след време баташките първенци го препоръчали пред пазарджишките власти за полицейски чиновник – началник на няколко пъдари в Доспатската нахия. Като такъв Ахмед ага успял бързо да забогатее. Имал собствен дюкян, много овце и имущество, като дълго време заемал длъжността на полицейски началник на Доспатска нахия. Участва в потушаването на Априлското въстание през 1876 година. При избухването на въстанието той получава задача от Пазарджишкия областен управител да мобилизира запасните от своята нахия и да ги препраща към Пазарджик. Заедно с тях той събира и около 200 мъже башибозук – военно необучени и невикани във войската, с които да участва в потушаването на въстанието. За да предотврати разрастване на въстанието от Батак към Разлог и Неврокоп, към този център командването праща войскова колона, сформирана от Серския санджак, която преминава през Доспат и Ахмед ага със събраната от него група се присъединява към нея. Тази група участва в потушаването на въстанието в Батак.
След въстанието Османската империя се опитва да си „измие ръцете“, като хвърля вината изцяло върху башибозука и за целта инсценира международно разследване, като обявява Ахмед ага Барутинлията за издирване заедно със сина му Молла Али и зетя му Молла Халил. Барутанлията бил арестуван, осъден и затворен в затвор в Мала Азия, но по-късно е помилван от султана, след подписването на Берлинския договор през 1878 година е освободен и се върнал в Барутин. Тук се занимавал с търговия и притежавал големи стада добитък. През 1880 година Ахмед ага Барутинлията е назначен като охрана на делегацията на Османската империя, изпратена в село Селча да се срещне с делегацията на Източна Румелия, които трябвало да договорят предаването на т. нар. Тъмръшка република на Източна Румелия. Ахмед ага умира през 1881 година от проказа, от която се заразява в Диарбекир.